# Ретёй
Ретёй (фр. Retheuil) — коммуна во Франции, находится в регионе Пикардия. Департамент коммуны — Эна. Входит в состав кантона Вилле-Котре. Округ коммуны — Суассон.
Код INSEE коммуны — 02644.

## Население
Население коммуны на 2010 год составляло 387 человек.
| 1962 | 1968 | 1975 | 1982 | 1990 | 1999 | 2010 |
| ---- | ---- | ---- | ---- | ---- | ---- | ---- |
| 326  | 314  | 315  | 304  | 306  | 335  | 387  |

## Экономика
В 2010 году среди 249 человек трудоспособного возраста (15—64 лет) 202 были экономически активными, 47 — неактивными (показатель активности — 81,1 %, в 1999 году было 66,8 %). Из 202 активных жителей работали 190 человек (107 мужчин и 83 женщины), безработных было 12 (3 мужчин и 9 женщин). Среди 47 неактивных 20 человек были учениками или студентами, 9 — пенсионерами, 18 были неактивными по другим причинам.